# Alvin Ejli
Alvin Ejli (енгл. Alvin Ailey; 5. januar 1931 – 1. decembar 1989) bio je afričkoamerički igrač, režiser, koreograf i aktivista koji je osnovao Alvin Ejlijev američki plesni teatar, jednu od najuspešnijih plesnih kompanija na svetu. On je kreirao AAADT i njenu pridruženu Ejlijevu školu kao utočište za pospešivanje rada crnih umetnika i izražavanje univerzalnosti afroameričkog iskustva kroz ples. Njegov rad je spojio pozorište, moderni ples, balet i džez sa crnačkim žargonom, stvarajući koreografiju podstaknutu nadom koja nastavlja da širi globalnu svest o životu crnaca u Americi. Ejlijevo koreografsko remekdelo Otkrovenja prepoznato je kao jedan od najpopularnijih i najizvođenijih baleta na svetu. Dana 15. jula 2008, Kongres Sjedinjenih Američkih Država je doneo rezoluciju kojom je AAADT proglašen „vitalnim američkim kulturnim ambasadorom u svetu”. Iste godine, u znak priznanja 50. godišnjice AAADT-a, tadašnji gradonačelnik Majkl Blumberg je proglasio 4. decembra „danom Alvina Ejlija” u gradu Njujorku, dok je tadašnji guverner Dejvid Paterson počastvovao organizaciju u ime države Njujork.

## Rane godine
Rođen u Rodžersu u Teksasu, u jeku Velike depresije u izrazito rasističkom i segregiranom jugu, tokom mladosti Ejliju je bilo zabranjeno da komunicira sa širom društvenom zajednicom. Otac ga je napustio kada je imao 3 meseca. Da bi preživeli, Alvin i njegova majku bili su primorani da rade na poljima pamuka i kao kućne sluge u belim domovima, što je bio jedini vid zaposlenja na njihovom raspolaganju. Kao bekstvo, Ejli je pronašao utočište u crkvi, iskradajući se noću da gleda odrasle kako plešu, i u pisanju žurnala, praksi koju je održavao tokom celog svog života. To ga nije moglo zaštititi od beznadežnosti detinjstva provedenog idući iz grada u grad dok je njegova majka tražila zaposlenje, bivanja napušten kod rođaka kad god bi se ona sama zaputila u potragu za poslom, ili svedočenja nasilja od ruku belog čoveka.
U potrazi za boljim izgledima za posao, Alvinova majka je otišla u Los Anđeles 1941. godine. On je doputovao godinu dana kasnije, i bio je upisan u srednju školu Džordž Vašington Karver mlađi, a zatim je maturirao u srednjoj školi Tomas Džeferson. Godine 1946, on je imao prvo iskustvo sa koncertnim plesom kada je video plesnu grupu Katrin Danam i izvođenje ruskog baleta de Monte Karlo tokom nastupa u Filharmonijskom auditorijumu u Los Anđelesu. To je u njemu probudilo do tada nepoznatu iskru zadovoljstva, iako nije počeo da se ozbiljno bavi plesom sve do 1949. godine, kada ga je školska drugarica Karmen de Lavalad „odvukla” u studio Lestera Hortona na Melrouz aveniji.
Ejli je proučavao širok opseg plesnih stilova i tehnika, od baleta do pokreta inspirisanih američkim indijancima - u Hortonovoj školi, koja je bila jedna od prvih rasno integrisanih plesnih škola u Sjedinjenim Državama. Iako je Horton postao njegov mentor, Ejli nije posvetio plesu svo svoje vreme; umesto toga, nastavio je akademske kurseve, proučavajući romanske jezike i pišući na UCLA. On je nastavio svoje studije na Državnom univerzitetu San Franciska 1951. godine. Živeći u San Francisku, on je upoznao Maju Andželou, tada poznatu kao Margaret Džonson, sa kojom je formirao predstavu noćnog kluba zvanu „Al i Rita”. Kasnije se vratio da studira ples sa Hortonom u Los Anđelesu.
On se pridružio Hortonovom plesnom društvu 1953. godine, debitujući u Hortonovoj predstavi Revue Le Bal Caribe. Horton je iznenada umro u novembru iste godine od srčanog udara, ostavivši kompaniju bez rukovodstva. Da bi dovršio tekuće profesionalne angažmane organizacije, i zato što niko drugi nije bio voljan da se prihvati tog posla, Ejli je preuzeo ulogu umetničkog direktora i koreografa.
Godine 1954, De Lavalad i Ejlija je regrutovao Herberta Ros, da se pridruže Brodvejskom shou House of Flowers. Ros je bio angažovan da zameni Džordža Balančina kao koreograf emisije i želio je da upotrebi ovaj istaknuti plesački par, koji je u Los Anđelesu stekao slavu kao plesna ekipa. Knjigu emisije napisao je i adaptirao Truman Kapote iz jednog od svojih romana sa muzikom Harolda Arlena, dok su u glavnim ulogama bili Perl Bejli i Dajen Kerol. Ejli i De Lavalad upoznali Džofrija Holdera, koji je nastupio zajedno sa njima u horu, tokom produkcije. Holder je oženio de Lavalad i postao doživotni umetnički saradnik sa Ejlijem. Nakon što je Kuća cveća zatvorena, Ejli se pojavio u turnejskoj reviji Harija Belafontea Sing, Man, Sing sa Meri Hinkson kao svojom plesnim partnerkom, i u Brodvejskom mjuziklu Jamajka iz 1957. godine, u kojem su glumili Lina Horn i Rikardo Montalban. Privučen plesom, ali ne mogavši da nađe koreografa čije delo bi ga je ispunilo, Ejli je počeo da okuplja plesače kako bi izvodio svoju jedinstvenu viziju plesa.

## Literatura
- DeFrantz, Thomas F. (2004). Dancing Revelations: Alvin Ailey's Embodiment of African American Culture. New York: Oxford University Press. ISBN 978-0-19-530171-7.

## Spoljašnje veze
- Alvin Ejli na sajtu  (jezik: engleski)
- Alvin Ejli na sajtu  (jezik: engleski)